# Mathilda Ranch
Carolina Mathilda Ranch (23. června 1860 Kodaň – 11. června 1938 Varberg) byla švédská fotografická průkopnice, která vedla studio ve Varbergu v jihozápadním Švédsku. Pořídila tisíce fotografií, z nichž mnohé jsou uchovány v archivech Hallandského muzea kulturní historie.

## Životopis
Mathilda se narodila 23. června 1860 v dánské Kodani jako dcera fotografa a inženýra Wilhelma Ranche (zemřel 1906). Když jí bylo 10 let, přestěhovala se s rodinou do Švédska, nejprve do Göteborgu a poté do Varbergu, kde její otec v roce 1871 založil fotografický ateliér. 
V roce 1882, když jí bylo 22 let, otec převedl studio na ni, a působil jako přepravní agent. Mathilda se ukázala nejen jako dobrá fotografka, ale také jako úspěšná podnikatelka, brzy otevřela pobočky ve městech Slöinge, Horred a Kungsbacka . Zaměstnávala až pět zaměstnanců, kteří jí při práci pomáhali, většinou ženy, s výjimkou Elofa Ernwalda, kterého najala v roce 1894. Ernwald se staral o administrativní práci, zatímco Ranch zpracovávala fotografie.
Kromě portrétů a svatebních fotografií Ranch pořídila mnoho krajin a pouličních fotografií ve Varbergu a okolí. Její práce zahrnuje obrazy vykolejení vlaků, letecké show a královské návštěvy. Fotografovala také pro noviny Hvar 8:e Dag a turistickou publikaci Svenska Turistföreningens årsskrift . Ranch byla také aktivní feministkou a bojovala za práva žen pod heslem kvinnor kan (ženy mohou). 
Ranch Mathilda zemřela ve Varbergu 11. června 1938. 

## Galerie

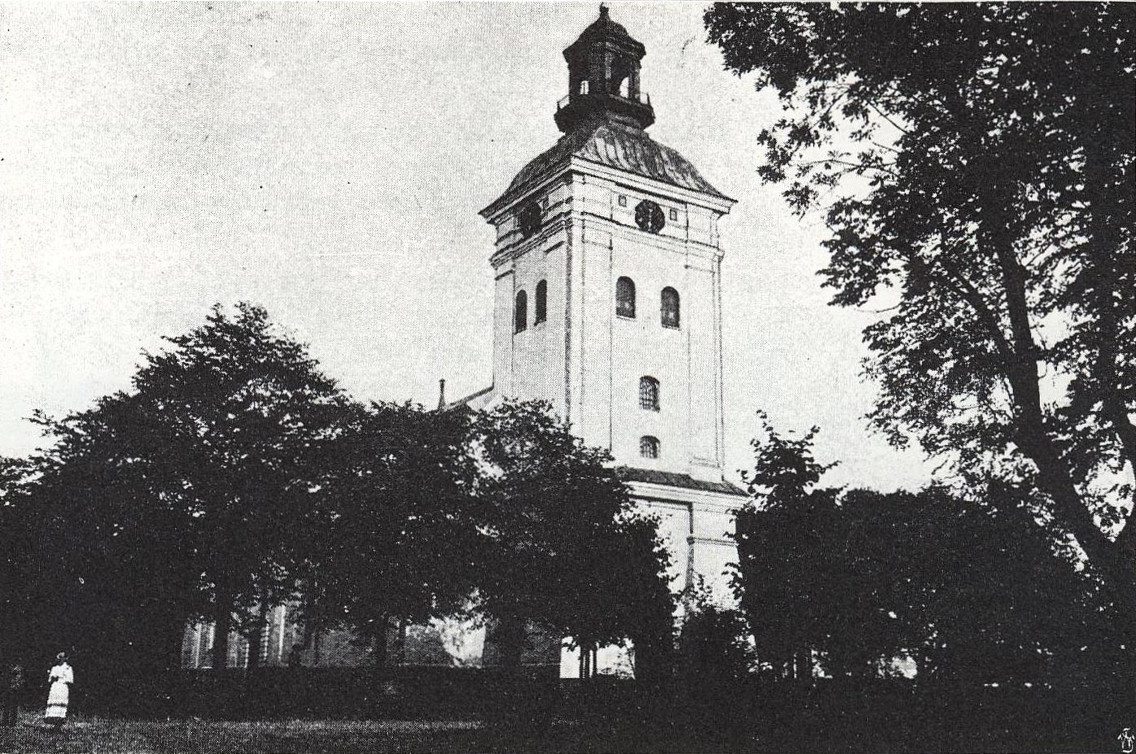
Varbergský kostel
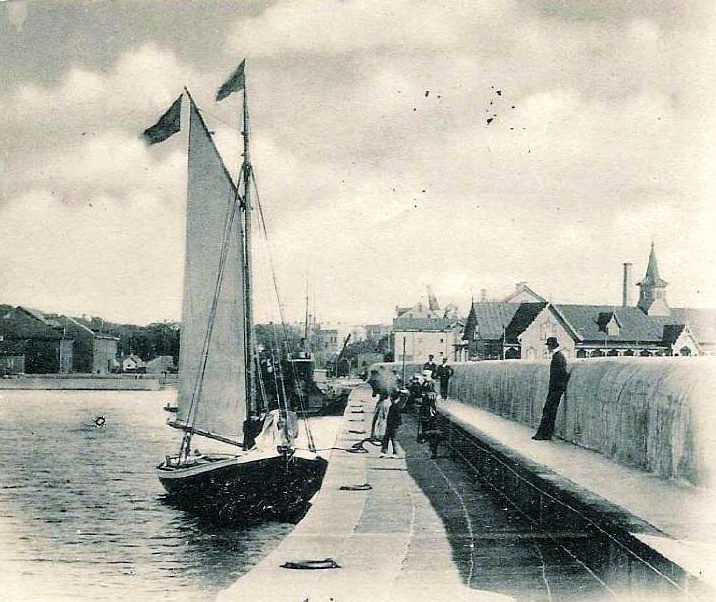
Varberg přístav, asi 1900
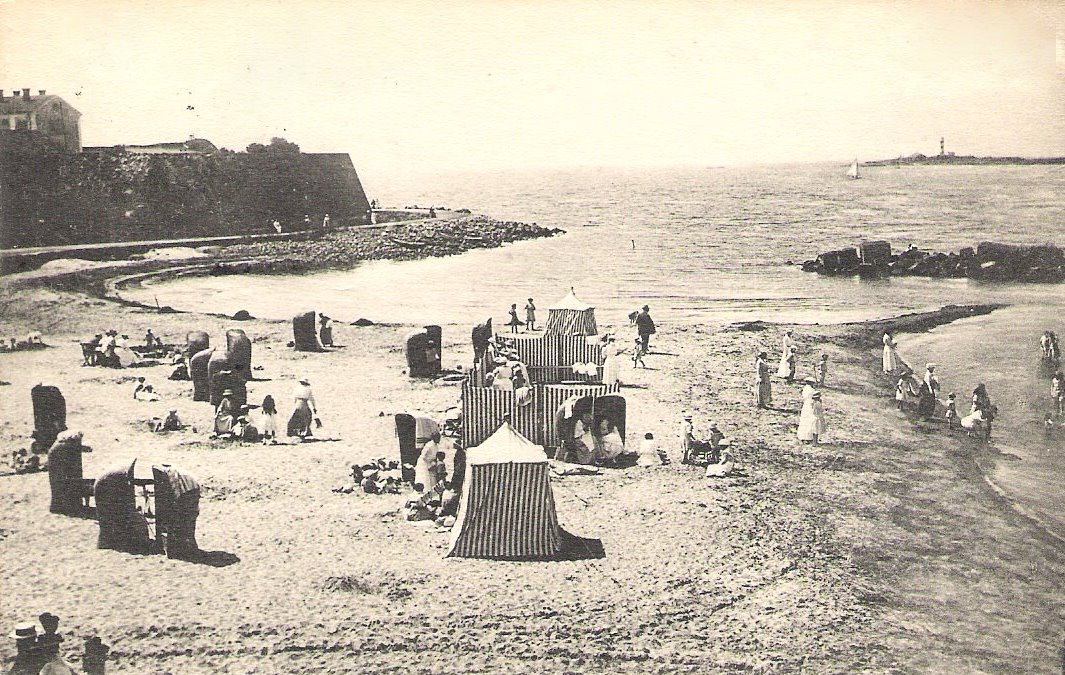
Pláž Varberg, pohlednice
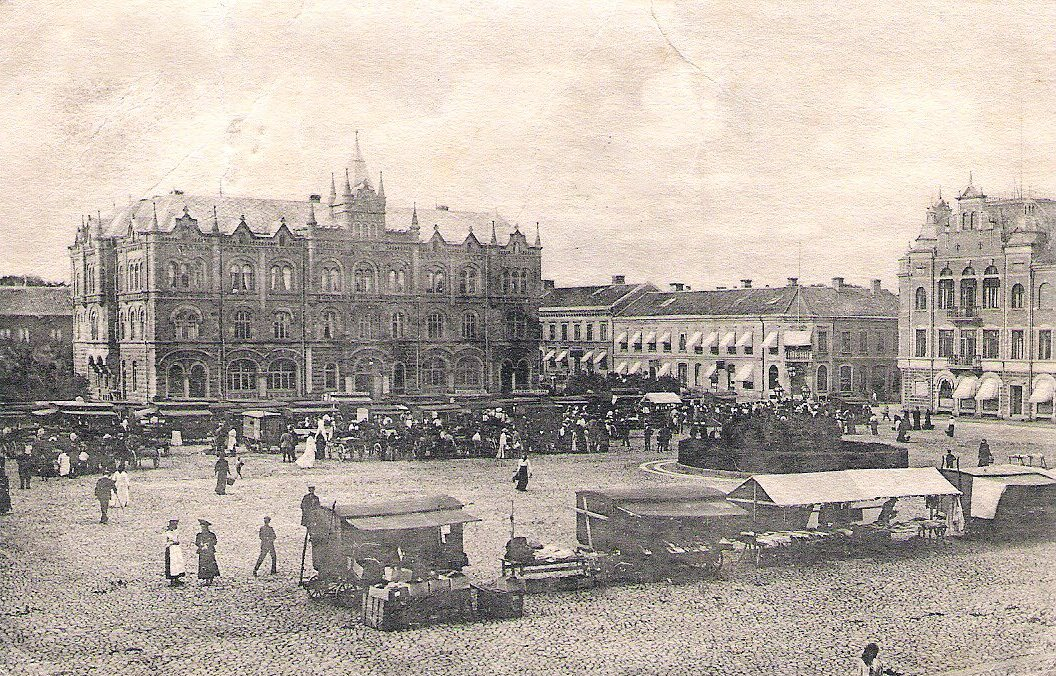
Varberg tržní náměstí
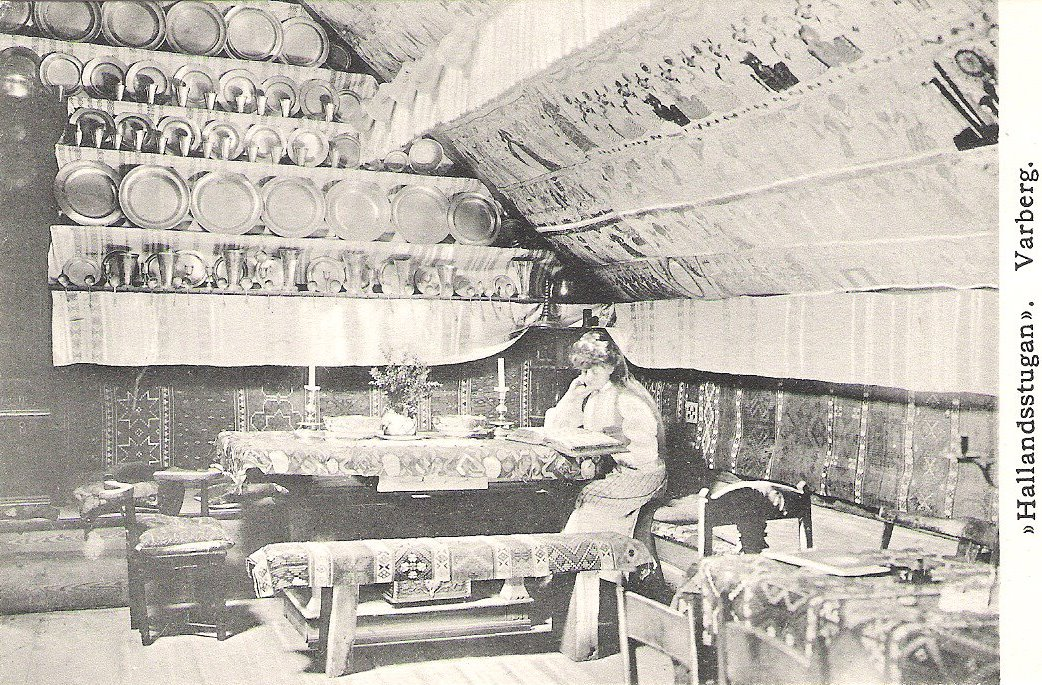
Bexellska stugan vykort
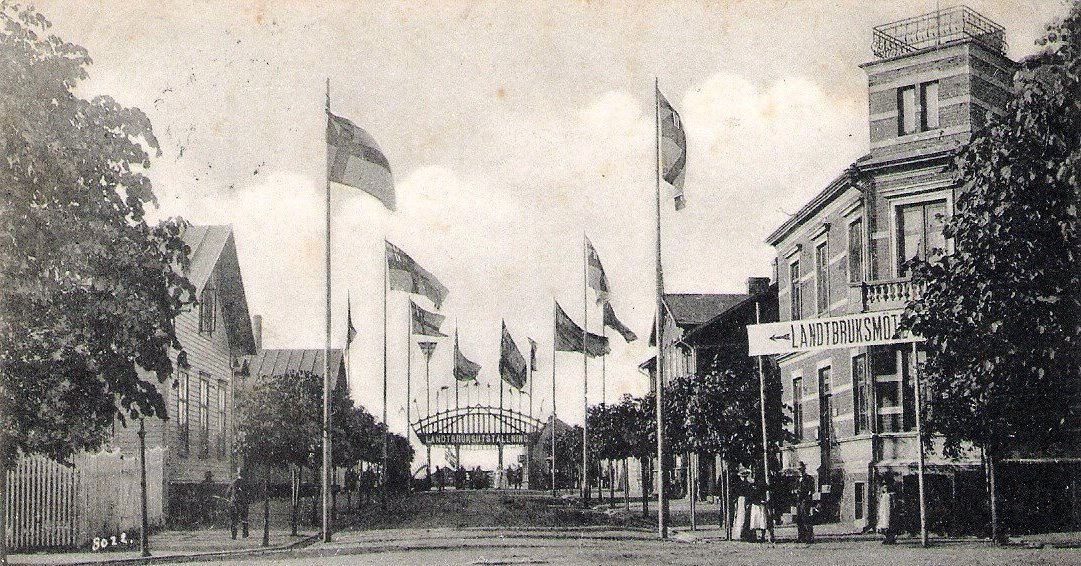
Lantbruksutställningen i Varberg